# George Mason (Virginie)
Pour les articles homonymes, voir George Mason.
George Mason est une census-designated place située dans le comté de Fairfax, dans l’État de Virginie, aux États-Unis. Lors du recensement de 2020, elle comptait 11 162 habitants.